# Diocesi di Osório
La diocesi di Osório (in latino: Dioecesis Osoriena) è una sede della Chiesa cattolica in Brasile suffraganea dell'arcidiocesi di Porto Alegre. Nel 2021 contava 266.000 battezzati su 315.270 abitanti. È retta dal vescovo Jaime Pedro Kohl, P.S.D.P.

## Territorio
La diocesi comprende 21 comuni lungo il litorale settentrionale dello stato brasiliano del Rio Grande do Sul: Osório, Arroio do Sal, Balneário Pinhal, Capão da Canoa, Capivari do Sul, Caraá, Cidreira, Dom Pedro de Alcântara, Imbé, Itati, Mampituba, Maquiné, Morrinhos do Sul, Palmares do Sul, Santo Antônio da Patrulha, Terra de Areia, Torres, Tramandaí, Três Cachoeiras, Três Forquilhas e Xangri-lá.
Sede vescovile è la città di Osório, dove si trova la cattedrale dell'Immacolata Concezione (Nossa Senhora da Conceição).
Il territorio si estende su una superficie di 6.120 km² ed è suddiviso in 23 parrocchie, raggruppate in 6 aree pastorali: Santo Antônio, Terra de Areia, Osório, Torres, Três Cachoeiras e Capão da Canoa/Tramandaí.

## Storia
La diocesi è stata eretta il 10 novembre 1999 con la bolla Apostolicum supremi di papa Giovanni Paolo II, ricavandone il territorio dall'arcidiocesi di Porto Alegre e dalla diocesi di Caxias do Sul.

## Cronotassi dei vescovi
Si omettono i periodi di sede vacante non superiori ai 2 anni o non storicamente accertati.
- Thadeu Gomes Canellas (10 novembre 1999 - 15 novembre 2006 ritirato)
- Jaime Pedro Kohl, P.S.D.P., dal 15 novembre 2006

## Statistiche
La diocesi nel 2021 su una popolazione di 315.270 persone contava 266.000 battezzati, corrispondenti all'84,4% del totale.
| anno | popolazione | popolazione | popolazione | presbiteri | presbiteri | presbiteri | presbiteri                | diaconi | religiosi | religiosi | parrocchie |
| anno | battezzati  | totale      | %           | numero     | secolari   | regolari   | battezzati per presbitero | diaconi | uomini    | donne     | parrocchie |
| ---- | ----------- | ----------- | ----------- | ---------- | ---------- | ---------- | ------------------------- | ------- | --------- | --------- | ---------- |
| 1999 | 189.000     | 236.000     | 80,1        | 27         | 22         | 5          | 7.000                     |         | 6         | 62        | 18         |
| 2000 | 189.000     | 236.000     | 80,1        | 28         | 22         | 6          | 6.750                     |         | 7         | 62        | 18         |
| 2001 | 228.095     | 268.344     | 85,0        | 28         | 21         | 7          | 8.146                     | 2       | 8         | 59        | 20         |
| 2002 | 228.821     | 269.202     | 85,0        | 33         | 24         | 9          | 6.933                     | 2       | 9         | 62        | 21         |
| 2003 | 229.544     | 270.063     | 85,0        | 35         | 24         | 11         | 6.558                     |         | 11        | 58        | 22         |
| 2004 | 226.547     | 269.186     | 84,2        | 33         | 24         | 9          | 6.865                     |         | 9         | 59        | 22         |
| 2013 | 249.000     | 301.000     | 82,7        | 30         | 27         | 3          | 8.300                     | 4       | 3         | 48        | 24         |
| 2016 | 255.000     | 308.500     | 82,7        | 32         | 26         | 6          | 7.968                     | 6       | 7         | 38        | 22         |
| 2019 | 262.000     | 310.360     | 84,4        | 31         | 27         | 4          | 8.451                     | 7       | 4         | 35        | 22         |
| 2021 | 266.000     | 315.270     | 84,4        | 29         | 29         |            | 9.172                     | 7       |           | 35        | 23         |